# Leucanopsis huaco
Leucanopsis huaco là một loài bướm đêm thuộc phân họ Arctiinae, họ Erebidae.